# Франсуа Бедо
Франсуа Бедо, известный под прозвищем Горжибюс (фр. François Bedeau, dit L'Espy; 1603— 17 сентября 1663) — французский актёр театра, входивший в труппу Мольера.
Играл в таких спектаклях как «Ревность Барбулье», «Смешные жеманницы», «Сганарель, или Мнимый рогоносец», «Докучные» (Дамис, опекун Орфизы). Прозвище «Горжибюс» получил по имени персонажа, исполненного им в фарсах Мольера «Летающий лекарь», «Горжибюс в мешке», «Сганарель, или Мнимый рогоносец» и «Смешные жеманницы».